# Werner Weckert
Werner Weckert (* 23. August 1938 in Zürich; †  14. Dezember 2020 ebenda) war ein Schweizer Radrennfahrer.

## Sportliche Laufbahn
Weckert war Bahnradsportler und als Amateur Mitglied der Schweizer Nationalmannschaft. Er war Teilnehmer der Olympischen Sommerspiele 1960 in Rom. In der Mannschaftsverfolgung schied der Bahnvierer mit Walter Signer, Werner Weckert, Heinz Heinemann und Egon Scheiwiller in der Qualifikation gegen Frankreich aus.
1960 wurde er hinter Kurt Schnurrenberger Zweiter der nationalen Meisterschaft in der Einerverfolgung. 1961 und 1963 wurde er Dritter der Meisterschaft bei den Amateuren, 1964 Zweiter hinter Oscar Plattner bei den Profis.
Von 1962 bis 1963 startete er als Unabhängiger, 1964 und 1965 als Berufsfahrer und bestritt überwiegend Strassenrennen. In der Tour de Suisse 1965 schied er aus.